# Mucupurulent
Mucupurulent ist eine deutsche Goregrind-Band, die 1995 in Öhringen (Baden-Württemberg) gegründet wurde. Gründungsmitglieder waren der Sänger und Gitarrist GMF (GrindMasterFlash), der Gitarrist Serafino Scavo und der Drummer Ralph Gläser. Scavo und Gläser spielten davor bereits zusammen in der Trashcore Band Anticipation. Nach 11 Jahren im Original Line-Up verließ Ralph Gläser im Jahr 2005 die Band. Als neuer Drummer stieg Kevin Gutmann im gleichen Jahr in die Band ein. Nach einem selbstveröffentlichten Demo und dem ersten Album Sicko Baby, brachten sie zwei Splitalben mit den damals und heute ziemlich unbekannten Cabal aus Frankreich und Infected Pussy heraus. Weiterhin veröffentlichten sie bei Subzero das Album Horny Like Hell. Diese Alben waren neben dem Goregrind stilistisch sowie inhaltlich auch dem Porngrind zuzuordnen. Diese Veröffentlichungen brachten ihnen einen Vertrag mit dem renommierten Label Morbid Records ein, das die zwei nächsten Alben von Mucupurulent mit zunehmend experimentellerem vom klassischen Goregrind abweichenden Sound herausbrachte. Der aktuelle Sound der Band mischt Goregrind, Death Metal und Rock ’n’ Roll zusammen, so dass Mucupurulent als Mitbegründer des Grind 'n' Roll zu sehen sind.

## Diskografie
- 1995 – Bizarre Tales of the Abnormal (Demo)
- 1996 – Some Weired Christmassongs (Split-Tape with Malicious)
- 1996 – Sicko Baby (Subzero Records)
- 1997 – Pissed off Orgasm / Mucupurulent (Split-Tape, Delira Productions)
- 1998 – Remind the Bizarre (Split mit Cabal, Bizarre Leprous Production)
- 1999 – Horny Like Hell (Subzero Records)
- 2000 – Devilish, Dirty and Live! (Live-Splitalbum mit Infected Pussy, Fleshfeast Productions)
- 2002 – Mucubelching Beats (Coversongs, Splitalbum mit Belching Beet, Bizarre Leprous Productions)
- 2002 – Soul Reaver (Morbid Records)
- 2005 – Sicko Baby and More Babies (Necroharmonic/Morbid Wrath, Neuauflage des 1995er Demos und des 97er Debüts mit Bonus)
- 2006 – Bloodstained Blues (Morbid Records)
- 2010 – Monsters of Carnage (Rotten Roll Rex)
- 2011 – Horny Like Hell (Rotten Roll Rex, ReRelease von 1999 + Livemitschnitt von 1996 als Bonus)
- 2013 – Decadence Galore (Split w/ Ultimo Mondo Cannibale, Rotten Roll Rex)
- 2017 – Drenched In Blood (Rotten Roll Rex)
- 2018 – Gatefold 2x 12'' LP – Sicko Baby + Demo – 2x 12" Vinyl (Rotten Roll Rex)